# Рогатинський район
Рога́тинський райо́н — колишній район України у північній частині Івано-Франківської області. Утворено 1940 року. Адміністративний центр у місті Рогатин. Населення району становило 42 789 осіб (на 1 серпня 2013), площа — 815 км². Ліквідований у 2020 р.

## Географія

### Розташування
Район знаходився неподалік від таких обласних центрів як Львів (68 км) та Тернопіль (89 км). Межував на півдні із Галицьким районом Івано-Франківської області; на сході з Бережанським районом Тернопільської області, на півночі та північному заході з Перемишлянським та Жидачівським районами Львівської області.

### Рельєф
У географічному відношенні височинна місцевість (від 200 до 400 м над рівнем моря), поділена долинами річок Гнила Липа, Нараївка та Свірж. Територія Рогатинського району становить 815 км².

### Природно-заповідний фонд

#### Ботанічні заказники
Бубонець, Урочище Вертебиста, Урочище «Дуброва та Язвине», Урочище «Юнашківське болото».

#### Гідрологічні заказники
Болото, Під Верховиною.

#### Лісові заказники
Журавенківський, Журитин.

#### Ботанічні пам'ятки природи
Ожеред, Чортова Гора (загальнодержавного значення).

#### Комплексні пам'ятки природи
Великі Голди.

#### Заповідні урочища
Журавенківське, Козарівське-1, Козарівське-2, Козарівське-3.

## Історія
Утворений 17 січня 1940 року з ґмін Рогатин, Підкамінь і Пуків Рогатинського повіту. Указом Президії Верховної Ради УРСР 23 жовтня 1940 р. Гоноратівська сільська рада передана з Більшівцівського району до Рогатинського району.
За даними облуправління МГБ у 1949 р. в Рогатинському районі підпілля ОУН найактивнішим було в селах Долиняни і Путятинці.
11 березня 1959 р. до Рогатинського району приєднано частину Букачівського району.
9 березня 1960 р. Станіславський облвиконком ухвалив рішення про приєднання Заланівської сільради до Дичківської, Підгородянської — до Липівської, а Підкамінської — до Ягодівської. Межі району затверджені 4 січня 1965 року.
У 2020 р. в результаті адміністративно-територіальної реформи -район ліквідовано,а його територію включено до складу новоутвореного Івано-Франківського району.

## Адміністративний устрій
Адміністративно-територіально район поділявся на 1 міську раду, 1 селищну раду та 43 сільські ради, які об'єднували 89 населених пунктів  і були підпорядковані Рогатинській районній раді. Адміністративний центр — місто Рогатин.

## Економіка

### Промисловість
Промисловість Рогатинського району представлена основними 11 підприємствами.
За загальними обсягами виробництва найбільшу питому вагу в загальній структурі промислового виробництва займає харчова та переробна промисловість, яка представлена виробництвом борошна, хліба та хлібобулочних виробів, мінеральної води, безалкогольних напоїв, консервів м'ясних та плодоовочевих, ковбасних виробів, масла тваринного, цільномолочної продукції, сиру та бринзи, круп.
У харчовій промисловості сьогодні ефективно працюють ЗАТ СП «Євро-Мілк», ТзОВ «Галхімтекс», ЗАТ «Роксолана», СП «Галпласт».
Однією з основних галузей промисловості в районі є видобуток корисних копалин і виробництво будівельних матеріалів. Рогатинський район достатньо забезпечений природними будівельними матеріалами (піском, вапняками, кам'яними, гіпсовими породами, каменем будівельним, глиною білою і червоною). Працює кілька потужних піщаних кар'єрів. Пісок родовищ використовується як будівельний матеріал і може використовуватись як сировина для виробництва скла. Найбільш розвіданим сьогодні є Погребенсько-Городенківське родовище пісків і Заланівське родовище вапняків. Потужність кварцових пісків у цьому середовищі становить від 4 до 47,7 м, запаси понад 16000 тис. м³, а товщина вапнякових пластів у цьому ж родовищі 2-15,8 м. Потужність покладів вапняків Заланівського родовища становить у середньому 19 м, а запаси понад 10500 тис. м³. Потужне родовище діє в селі Лопушня. Воно забезпечує вапняком вапняні печі в селах Верхня Липиця та Пуків, Потоківський цегельний завод, а також цех підприємства з випуску вапнякового борошна. Великі родовища гіпсових порід є в селах Колоколин, Дегова, Явче, Лучинці. Будівельний камінь добувають майже по всьому району, а найбільші його запаси в селах Липівка, Воронів. Значними є і запаси червоної глини.

### Підприємництво
На території району зареєстровано 325 суб'єктів підприємницької діяльності. Основну питому вагу серед підприємств малого бізнесу займають підприємства, які зайняті у сфері торгівлі та громадського харчування. Серед них ТзОВ «Кромас», «Орзон», «Омега», «Укрмедекспорт», «Гал-круїз», «Галхімпром», «Тірос-Петроль-Техно-Центр», «Колос», Виробничо-комерційне підприємство «Укрнафтогазова компанія».
У сфері підприємницької діяльності зайнято 510 осіб що працює, або 3,5 % від загальної чисельності зайнятих в галузях економіки району.

## Транспорт
Район має налагоджений автомобільний та залізничний зв'язок з іншими містами України та за кордоном. Через територію району проходить автошлях міжнародного значення М-12E50 (Стрий—Знам'янка) та державного значення — Н-09 Мукачево-Івано-Франківськ—Львів, Т1417 Куровичі-Рогатин, та залізниця Стрий—Тернопіль. З Рогатина до обласних центрів Івано-Франківська, Львова, Тернополя можна доїхати менш ніж за 1 годину, до митниць на західному кордоні України — Смільниця,Шегині,Краковець,Грушів та Рава-Руська за 2 години.

## Населення
Розподіл населення за віком та статтю (2001):
| Стать | Всього | До 15 років | 15-24 | 25-44 | 45-64 | 65-85 | Понад 85 |
| --- | ------ | ----------- | ----- | ----- | ----- | ----- | -------- |
| Чоловіки | 23 570 | 4643        | 3004  | 6675  | 5022  | 4026  | 200      |
| Жінки | 27 547 | 4224        | 2775  | 6249  | 6116  | 7547  | 636      |
| \| Статево-вікова піраміда \| Статево-вікова піраміда \| Статево-вікова піраміда \| \| ----------------------- \| ----------------------- \| ----------------------- \| \| Чоловіки \| Вік \| Жінки \| \| 200 \| 85 + \| 636 \| \| 293 \| 80-84 \| 862 \| \| 775 \| 75-79 \| 1914 \| \| 1371 \| 70-74 \| 2482 \| \| 1587 \| 65-69 \| 2289 \| \| 1350 \| 60-64 \| 1991 \| \| 1017 \| 55-59 \| 1382 \| \| 1224 \| 50-54 \| 1381 \| \| 1431 \| 45-49 \| 1362 \| \| 1875 \| 40-44 \| 1667 \| \| 1665 \| 35-39 \| 1572 \| \| 1619 \| 30-34 \| 1558 \| \| 1516 \| 25-29 \| 1452 \| \| 1425 \| 20-24 \| 1320 \| \| 1579 \| 15-20 \| 1455 \| \| 1850 \| 10-14 \| 1699 \| \| 1598 \| 5-9 \| 1433 \| \| 1195 \| 0-4 \| 1092 \| |        |             |       |       |       |       |          |
| Статево-вікова піраміда |        |             |       |       |       |       |          |
| Чоловіки | Вік    | Жінки       |       |       |       |       |          |
| 200 | 85 +   | 636         |       |       |       |       |          |
| 293 | 80-84  | 862         |       |       |       |       |          |
| 775 | 75-79  | 1914        |       |       |       |       |          |
| 1371 | 70-74  | 2482        |       |       |       |       |          |
| 1587 | 65-69  | 2289        |       |       |       |       |          |
| 1350 | 60-64  | 1991        |       |       |       |       |          |
| 1017 | 55-59  | 1382        |       |       |       |       |          |
| 1224 | 50-54  | 1381        |       |       |       |       |          |
| 1431 | 45-49  | 1362        |       |       |       |       |          |
| 1875 | 40-44  | 1667        |       |       |       |       |          |
| 1665 | 35-39  | 1572        |       |       |       |       |          |
| 1619 | 30-34  | 1558        |       |       |       |       |          |
| 1516 | 25-29  | 1452        |       |       |       |       |          |
| 1425 | 20-24  | 1320        |       |       |       |       |          |
| 1579 | 15-20  | 1455        |       |       |       |       |          |
| 1850 | 10-14  | 1699        |       |       |       |       |          |
| 1598 | 5-9    | 1433        |       |       |       |       |          |
| 1195 | 0-4    | 1092        |       |       |       |       |          |

Національний склад населення за даними перепису 2001 року:
| Національність | Кількість осіб | Відсоток |
| -------------- | -------------- | -------- |
| українці       | 50882          | 99,52 %  |
| росіяни        | 155            | 0,30 %   |
| білоруси       | 22             | 0,04 %   |
| поляки         | 15             | 0,03 %   |
| молдовани      | 12             | 0,02 %   |
| інші           | 39             | 0,08 %   |

Мовний склад населення за даними перепису 2001 року:
| Мова       | Кількість осіб | Відсоток |
| ---------- | -------------- | -------- |
| українська | 50960          | 99,68 %  |
| російська  | 128            | 0,25 %   |
| інші       | 37             | 0,07 %   |

Загальна чисельність населення, яка проживає на території району становить 42 789 осіб (на 1 серпня 2013), у тому числі на території м. Рогатина 10,6 тис. осіб.

## Політика
25 травня 2014 року відбулися Президентські вибори України. У межах кол. Рогатинського району було створено 78 виборчих дільниць. Явка на виборах складала — 84,63 % (проголосували 29 796 із 35 208 виборців). Найбільшу кількість голосів отримав Петро Порошенко — 63,27 % (18 851 виборців); Юлія Тимошенко — 17,05 % (5 081 виборців), Олег Ляшко — 8,81 % (2 624 виборців), Анатолій Гриценко — 4,68 % (1 395 виборців). Решта кандидатів набрали меншу кількість голосів. Кількість недійсних або зіпсованих бюлетенів — 0,51 %.

## Соціальна сфера
Освітня система кол. району представлена мережею дошкільних, загальноосвітніх та позашкільних закладів. В районі працює 9 дошкільних закладів на 285 місць, 60 загальноосвітніх шкіл, школа естетичного виховання. З навчальних закладів 1 рівня акредитації функціонує Рогатинський аграрний коледж. Для підготовки юних спортсменів в районі діє дитячо-юнацька спортивна школа олімпійського резерву, де походить спортивну підготовку 265 дітей.
Медичне обслуговування жителів району здійснюється через мережу трьох стаціонарних лікувальних закладів та 49 фельдшерсько-акушерських пункти. На території району функціонує бальнеологічний санаторій «Черче» на 224 місця. Тут ефективно лікуються захворювання пов'язані з органами руху і периферичною нервовою системою.
У районі діє 144 заклади культури та 68 бібліотек. В галузі культури працює 321 осіб, діє 445 клубних формувань, 19 народних аматорських колективи. В районі діє два музеї — ім. Б. Лепкого в с. Жовчів та історико-краєзнавчий музей в смт. Букачівці.

## Пам'ятки культури й архітектури
- Рогатин, Кам'яна церква Різдва Пресвятої Богородиці (XII—XIV ст.)
- Рогатин, Дерев'яна церква Святого Духа (1644-45). В церкві зберігся іконостас, створений на кошти Рогатинського братства в 1650 року. Це — перлина українського мистецтва XVII ст.
- Рогатин, Готично-ренесансовий костел св. Миколая (1666)

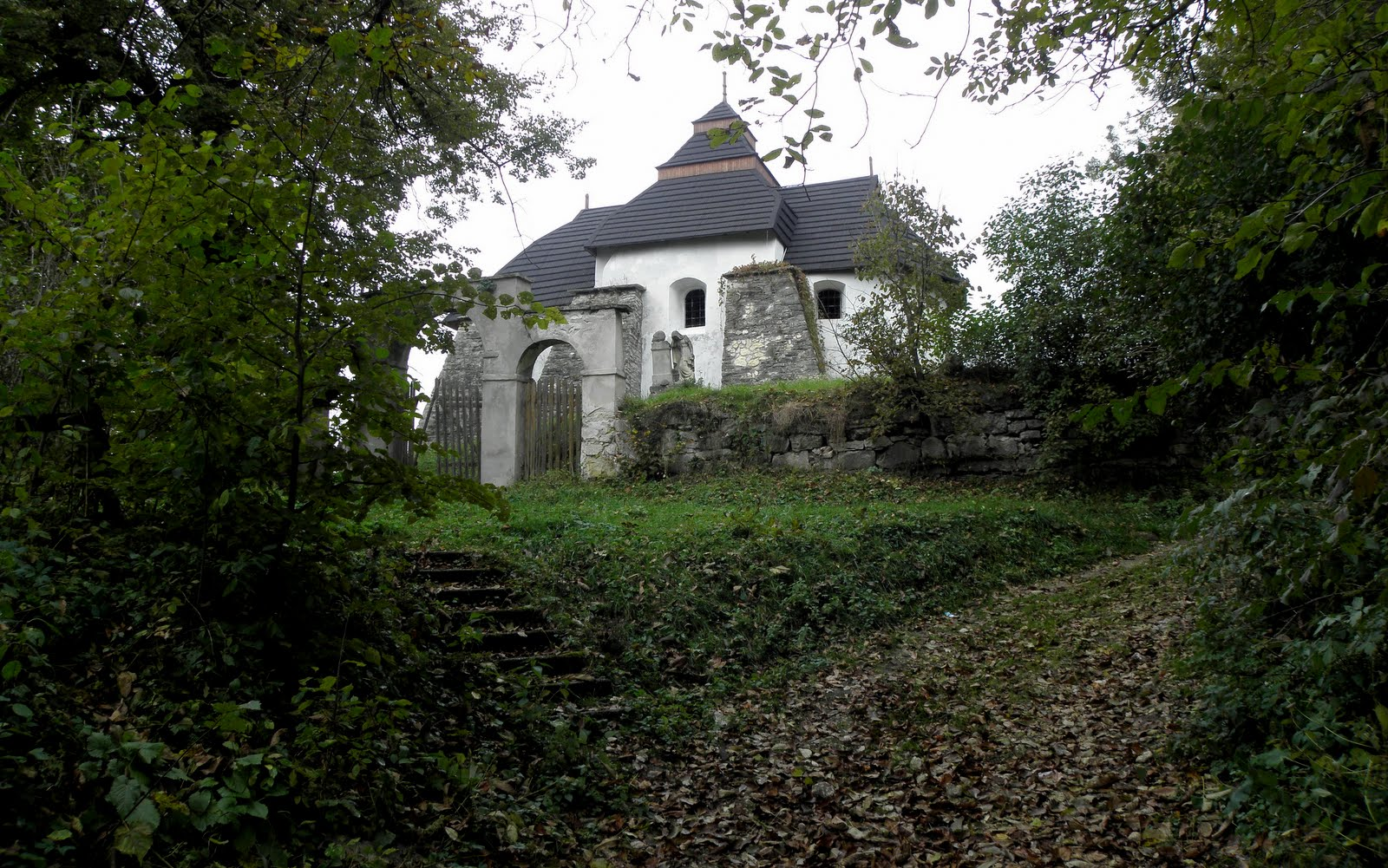
с.Чесники. Миколаївська церква (XIV-XV, XIX ст.)
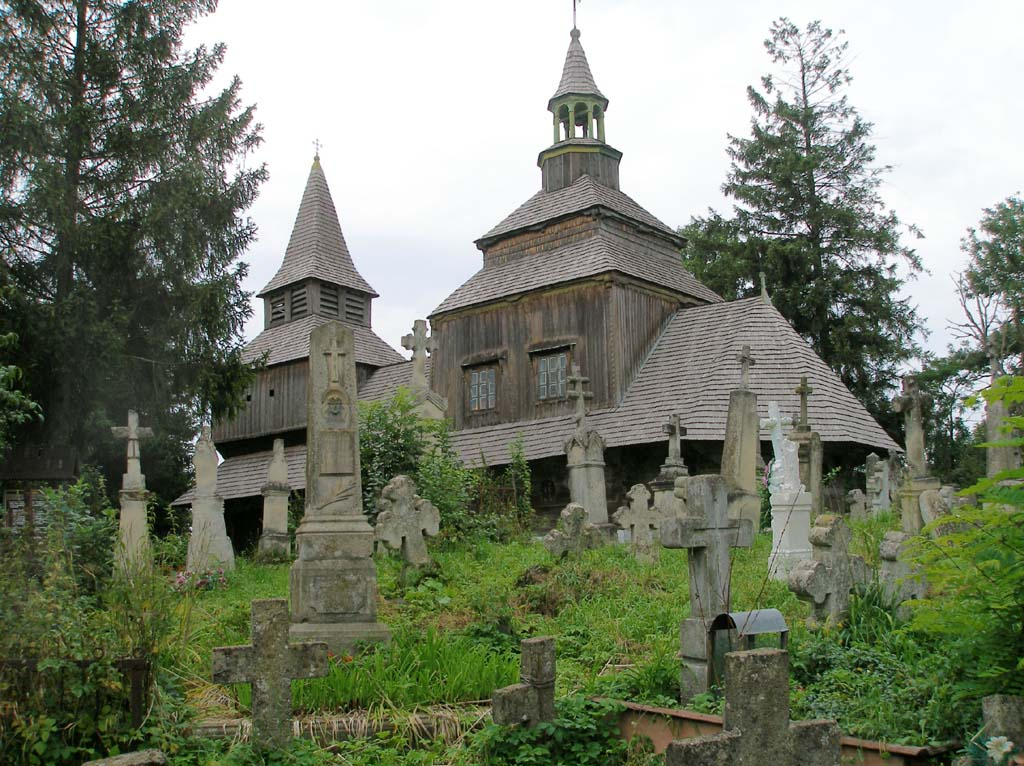
Дерев'яна церква Святого Духа
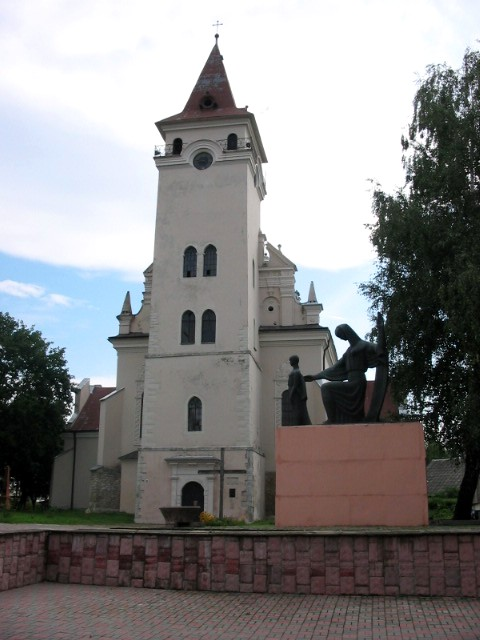
Костел св. Миколая, XV—XVII ст.